# 姚颖
姚颖（1961年11月29日—），中国游泳教练，国家级教练，现任中国国家游泳队教练员。

## 家庭
丈夫马文广，国家体育总局举重摔跤柔道管理中心主任。女儿马晨菲，游泳运动员。女婿杜锋，篮球运动员。